# Kommuniké
En kommuniké (franska communiqué, ursprungligen av latinets communicare, meddela) är ett meddelande till allmänheten från myndigheter och andra organisationer. Ursprunget är de officiella meddelanden som franska tidningar enligt ett dekret från 1852 var tvungna att införa.